# Dobels Cento
Dobels Cento est un étalon gris du stud-book Holsteiner, qui a participé à de nombreux Grand Prix de saut d'obstacles avec Otto Becker. Il est médaille d'or par équipes aux Jeux olympiques de Sydney en 2000, puis médaille de bronze par équipes à ceux d’Athènes en 2004. 

## Histoire
Il naît le 1er mars 1989 à l'élevage de Heinrich Schoof, à Büsum en Allemagne. Il est considéré comme l'un des meilleurs chevaux de sa classe d'âge dès 1992, où il effectue les 30 jours d'essai à Marbach. Le cavalier allemand Otto Becker le monte à partir de la fin de sa cinquième année. Becker remporte ses plus grandes victoires internationales en CSO avec Dobels Cento, sortant l'étalon en compétition jusqu'à ses 17 ans. Il est officiellement mis à la retraite à Aix-la-Chapelle le 31 août 2006. Mis à disposition du haras Dobel de Horst Karcher depuis 1995, il meurt le 5 février 2018, à l'âge de 29 ans, des conséquences d'une pneumonie.

## Description
Inscrit au stud-book Holsteiner, il toise 1,71 m et est de robe grise. Otto Becker le décrit comme un cheval de grande taille doté de la mentalité d'un Pur-sang, très prudent et sensible, très intelligent et volontaire au travail.

## Palmarès
Il remporte plus d'un million d'euros de gains durant sa carrière. 
- HLP reserve winner avec 133 points.
- Meilleur cheval de saut d'obstacles de 7 ans en Allemagne, vainqueur des German Classics[3].
- 2000 : vainqueur de la ligue d'Europe de l'Ouest ; vainqueur du Grand Prix d’Aix-la-Chapelle ; médaille d'or de saut d'obstacles par équipes aux Jeux olympiques de Sydney, 4e en individuel[3].
- 2001 : médaille de bronze par équipes aux championnats d'Europe de saut d'obstacles ; 10e en individuel[1].
- 2002 : médaille d'or lors de la finale Coupe du Monde à Leipzig[1].
- Élu « cheval de l'année » en 2002 et 2003.
- 2003 : médaille d'or par équipes aux championnats d'Europe de saut d'obstacles ; 9e en individuel[1].
- 2004 : vainqueur du Grand Prix de Spruce Meadows (Canada) ; médaille de bronze par équipes aux Jeux olympiques d’Athènes[3].

## Reproduction
Il est approuvé dans les stud-books Oldenbourg, Rhénan sang chaud et BWP. 